# 刑法解释
刑法解释，是指对刑法规范蕴含的阐述，是一类刑法学概念。
其效力上通常包括立法解释、司法解释和学理解释。立法解释是指立法机关对于刑法所做的解释，具有法律同等效力，通常是在刑法实施过程中对发生歧义的规定作出的解释，这种立法解释不能采取类推解释的方法。而司法解释则是司法机关（比如最高人民法院、最高人民检察院）就审理和检察工作中，对具体应用法律问题所做的解释，也不得采取类推解释方式。学理解释则是指国家未授权的机关组织及个人所做的解释和分析，没有法律效力，但具有参考性。
刑法解释方法分为文理解释和论理解释。文理解释是指根据刑法用语的文义及通常使用方法诠释刑法意义。而论理解释则包括刑法产生原因、理由、沿革和相关事项，按照立法精神所阐述的刑法真是含义的解释方法，包括扩大解释、缩小解释、当然解释和反对解释。

## 相关
- 法律解釋